# Complementariedad entre varón y mujer

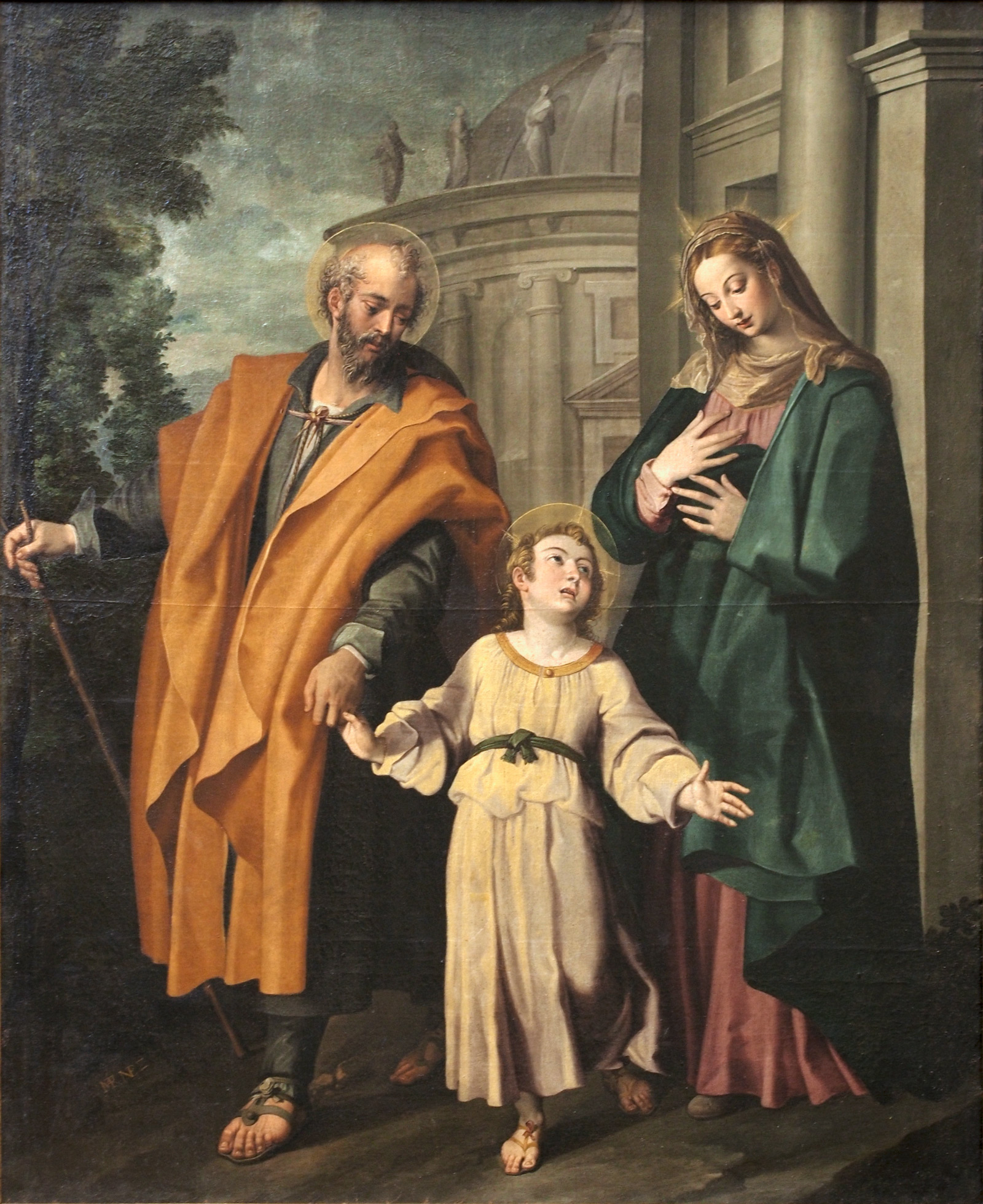
Sagrada Familia, de Gregorio Martínez.

La complementariedad entre el varón y la mujer, que como posición intelectual se conoce también con el neologismo complementarianismo o complementarismo (del inglés, complementarianism), es una visión teológica en el cristianismo, el judaísmo y el islam, en la que los hombres y las mujeres tienen funciones y responsabilidades diferentes pero complementarias en el matrimonio, la vida familiar, y en la propia sociedad.
Una de las consecuencias de esta visión teológica es la diferenciación de funciones y responsabilidades que existen entre los hombres.

## Fundamentos teológicos

### Cristianismo
El complementarianismo expone que "Dios creó a los hombres y las mujeres iguales en su dignidad esencial y humana, pero diferentes y complementarios en funciones".
El complementarianismo otorga roles diferentes al hombre y a la mujer dentro del matrimonio. El marido tiene la responsabilidad de proteger y dirigir a su familia, mientras que la función de la mujer está más orientada a la maternidad. La Biblia instruye a los maridos a dirigir amorosamente a sus familias, e instruye mujeres para respetar a sus maridos en Cristo. El marido también es llamado a mostrar un amor sacrificador hacia su mujer, tanto en el día a día, como hasta llegar a dar su propia vida por ella. La mujer está llamada a responder al amor de su marido con un amor amable.

#### Iglesia católica
La Iglesia católica defiende el complementarianismo como parte de la doctrina social de la Iglesia. El catecismo católico afirma que "Dios da la dignidad personal de igual modo al hombre y a la mujer" pero también que la armonía de sociedad "depende en parte de la manera en que son vividas entre los sexos la complementariedad, la necesidad y el apoyo mutuos".

#### Evangelicalismo
El término "complementarismo" fue utilizado por primera vez por los fundadores cristianos evangélicos del Consejo sobre la masculinidad y la feminidad bíblicas en 1988.

### Islam
El Islam también se adhiere a la complementariedad de los sexos.

## En la historia
Platón en su obra El Banquete, en el mito de andrógino, hace referencia a la complementariedad de los sexos. El mito cuenta que había un ser de cuatro piernas que reunía ambos sexos. Según el mito, estos seres intentaron invadir el Monte Olimpo, lugar donde viven los dioses, y Zeus, al percatarse de ello, les lanzó un rayo que los dividió en varón y mujer.

## Relación con el nuevo feminismo
El nuevo feminismo es una filosofía predominantemente católica  que enfatiza la creencia en una complementariedad integral de hombres y mujeres, y una misma dignidad para ambos. Es decir, el nuevo feminismo tiene como una de sus bases el complementarianismo. Este nuevo feminismo nació como respuesta al feminismo tradicional, negando la superioridad de hombres sobre mujeres, pero también la de mujeres sobre hombres.